# 米格莱斯特万
米格莱斯特万，是西班牙卡斯蒂利亚-拉曼恰托莱多省的一个市镇。总面积93平方公里，总人口4935人（2001年），人口密度53人/平方公里。